# Massacre
Pour les articles homonymes, voir Massacre (homonymie).

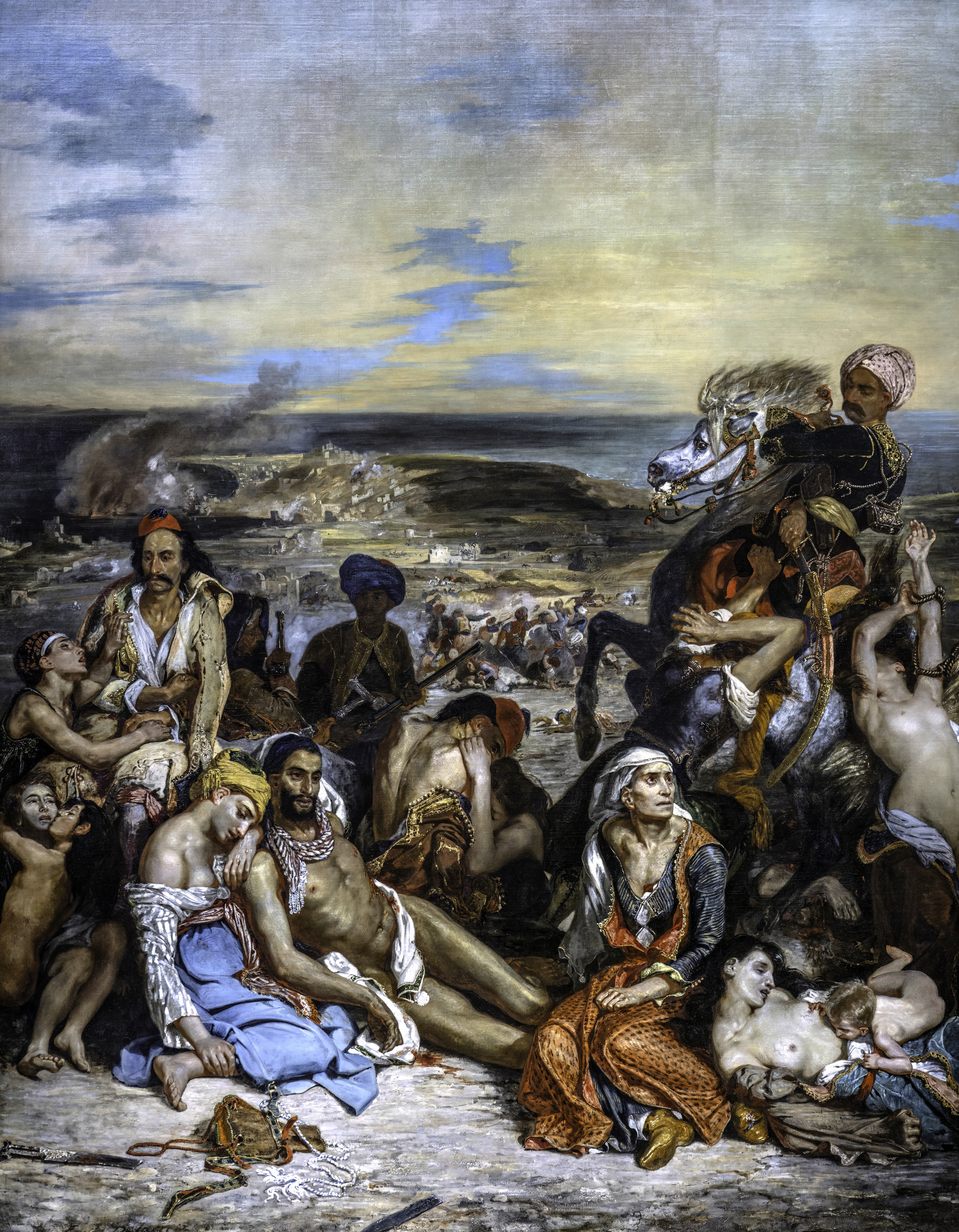
Le Massacre de Chios durant la guerre d'indépendance grecque en 1822.

Un massacre est l'action de tuer indistinctement une population humaine ou animale, soit en partie soit complètement.
Quand un massacre est perpétré en vue de l'extermination d'un groupe humain, sur des critères ethniques, nationaux, religieux ou raciaux, on parle alors plutôt de « génocide ».

## Histoire
Massacres en France

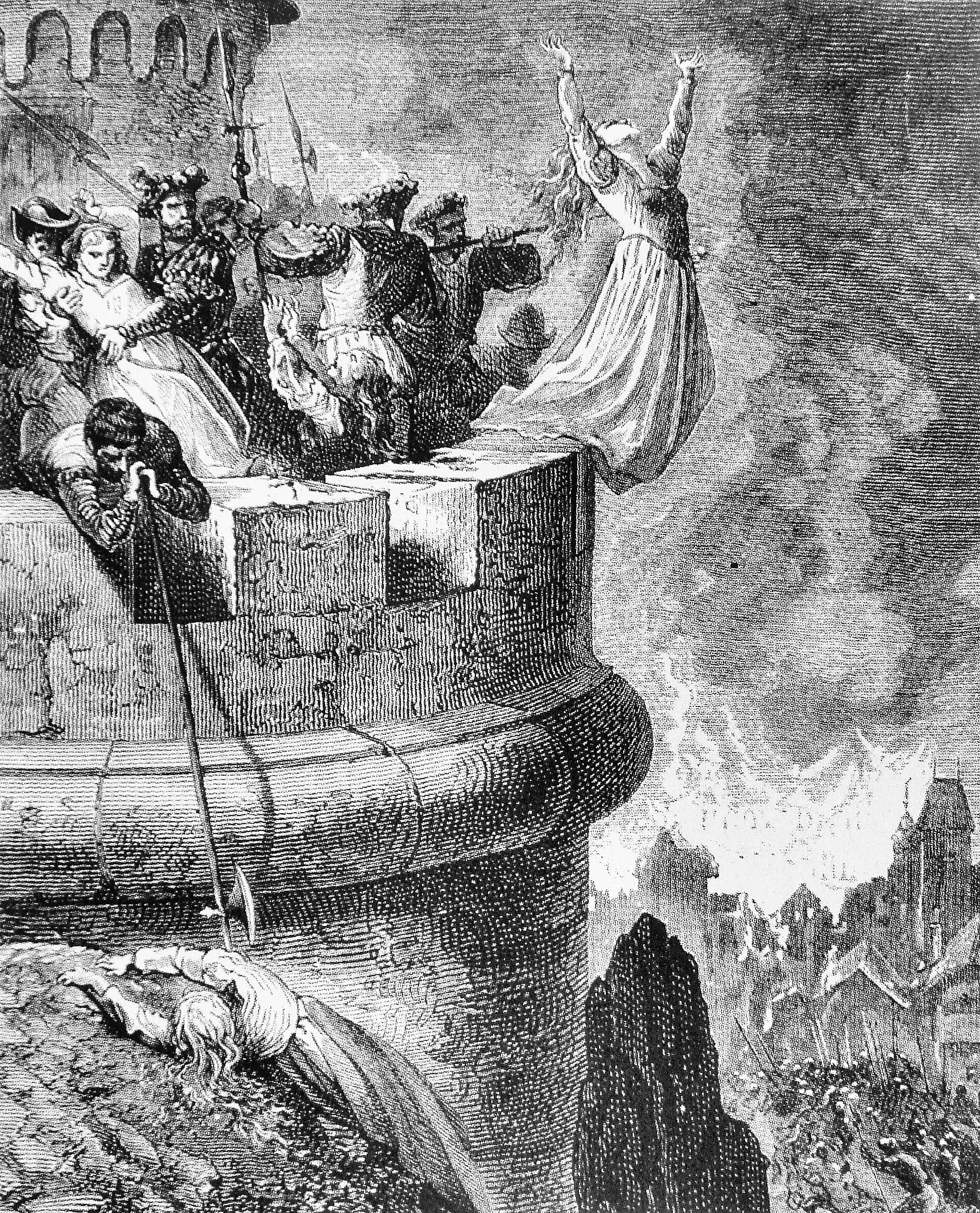
Massacre de Mérindol en 1545

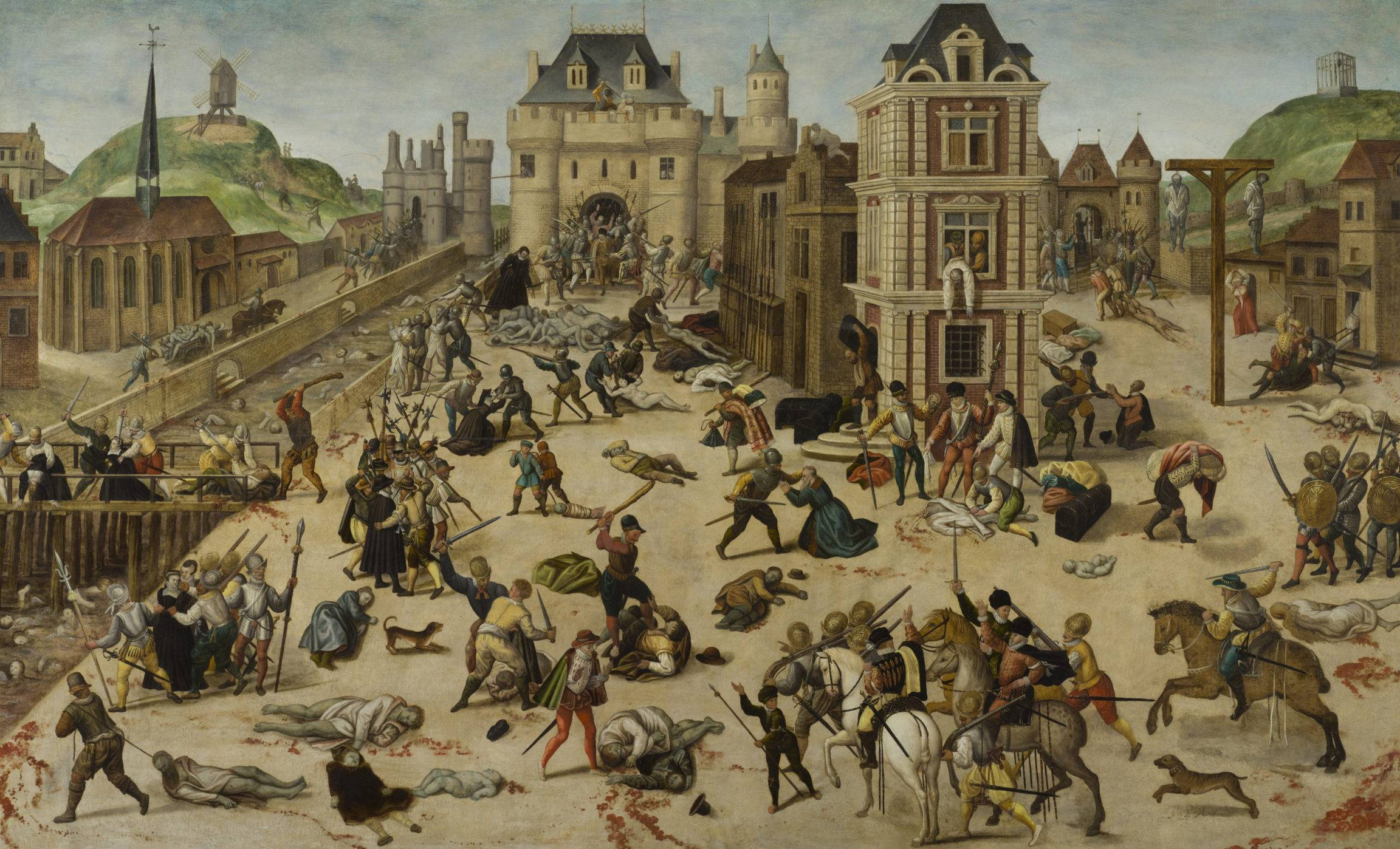
Le Massacre de la Saint-Barthélemy en 1572

La pratique du massacre de population date de temps immémoriaux.
Les fouilles archéologiques  des 30 dernières années ont en effet mis en évidence que des exterminations étaient courantes notamment pour l'époque antique.
Le XXe siècle reste néanmoins la période qui aura connu le plus grand nombre de personnes massacrées de par la puissance des moyens mis en œuvre (planification, armes destructrices).

## Motivations
Le massacre peut notamment répondre à une logique d'extermination, à une logique de punition collective (massacre de représailles perpétré par un régime en réponse à l'assassinat de l'une de ses personnalités) ou à une logique de terreur, comme dans le cadre d'une guerre, pour démoraliser l'ennemi.
Certains massacres sont perpétrés pour des raisons religieuses (massacre de la Saint-Barthélemy) ou de représailles (massacre d'Oradour-sur-Glane).
On peut également ranger dans la catégorie « massacre » des tueries civiles tenant du fait divers (comme les tueries scolaires).

## Autres définitions
- Un massacre est un trophée de chasse, un crâne de cervidé avec ses bois. Par extension, tout trophée : crâne, tête, dépouille naturalisée, squelette… Une salle de trophées s'appelle salle des massacres.

- Ce terme s'utilise aussi en héraldique. Un massacre est un meuble héraldique (illustration ci-contre).

- La locution populaire exclamative « Arrêtez le massacre ! » fait référence à une demande de retour soit à une situation antérieure inverse à celle dont il est souhaité l'arrêt, soit à l'exécution d'une action selon les règles après que celle-ci eût été bâclée hors de ces règles.

### Emeutes et massacres
- Liste de massacres en France (en)
- Liste de massacres en URSS (en)
- Liste de massacres aux USA (en)
- Liste d'événements appelés massacres (zh)